# Cuatro Días de Dunkerque 2017
La 63ª edición de los Cuatro Días de Dunkerque (nombre oficial: 4 Jours de Dunkerque / Tour des Hauts-de-France) fue una carrera de ciclismo en ruta por etapas que se celebró entre el 9 y el 14 de mayo de 2017 sobre un recorrido de 1030 km, repartidos en 6 etapas, con inicio y final en la ciudad de Dunkerque.
La carrera formó parte del UCI Europe Tour 2017 de los Circuitos Continentales UCI, dentro de la categoría 2.HC.
La carrera fue ganada por el corredor francés Clément Venturini del equipo Cofidis, Solutions Crédits, en segundo lugar Sander Armée (Lotto Soudal) y en tercer lugar Oliver Naesen (Ag2r La Mondiale).

## Equipos participantes
Tomaron parte en la carrera 19 equipos. 4 de categoría UCI ProTeam; 12 de categoría Profesional Continental; 2 de categoría Continental.
| WorldTeams (4)- AG2R La Mondiale - Bahrain-Merida - FDJ - Lotto-Soudal Equipos continentales profesionales (12)- Direct Énergie - Androni Giocattoli - Aqua Blue Sport - Cofidis, Solutions Crédits - Delko Marseille Provence KTM - Fortuneo-Vital Concept - Nippo-Vini Fantini - Roompot-Nederlandse Loterij - Sport Vlaanderen-Baloise - Verandas Willems-Crelan - Wanty-Groupe Gobert - WB-Veranclassic-Aqua Protect Equipos continentales (3)- Armée de terre - HP BTP-Auber 93 - Roubaix Lille Métropole |
| |

## Recorrido
Los Cuatro Días de Dunkerque dispuso de seis etapas para un recorrido total de 1030 kilómetros.
| Etapa     | Fecha     | Recorrido                       | type            | Distancia (km) | Ganador             | Líder             |
| --------- | --------- | ------------------------------- | --------------- | -------------- | ------------------- | ----------------- |
| 1.ª etapa | 9 de may  | Dunkerque – Iwuy                | etapa llana     | 192,5          | Jens Debusschere    | Jens Debusschere  |
| 2.ª etapa | 10 de may | San Quintín – San Quintín       | etapa escarpada | 169,6          | Arnaud Démare       | Jens Debusschere  |
| 3.ª etapa | 11 de may | Beauvais – Amiens               | etapa escarpada | 152,9          | Benjamin Thomas     | Jens Debusschere  |
| 4.ª etapa | 12 de may | Marck – Le Portel               | etapa escarpada | 166,5          | Sylvain Chavanel    | Sylvain Chavanel  |
| 5.ª etapa | 13 de may | Boeschepe – Cassel              | etapa escarpada | 188,4          | Ignatas Konovalovas | Clément Venturini |
| 6.ª etapa | 14 de may | Coudekerque-Branche – Dunkerque | etapa llana     | 160,9          | Adrien Petit        | Clément Venturini |

### 1.ª Etapa
| \| Clasificación de la etapa \| Clasificación de la etapa \| Clasificación de la etapa \| Clasificación de la etapa \| Clasificación de la etapa \| \| Ciclista \| Ciclista \| Equipo \| Tiempo \| \| \| ------------------------- \| ------------------------- \| ---------------------------- \| ------------------------- \| ------------------------- \| \| 1.º \| Jens Debusschere \| Lotto-Soudal \| 4 h 34 min 40 s \| \| \| 2.º \| Marc Sarreau \| FDJ \| + 0 s \| \| \| 3.º \| Clément Venturini \| Cofidis, Solutions Crédits \| + 0 s \| \| \| 4.º \| Danilo Napolitano \| Wanty-Groupe Gobert \| + 0 s \| \| \| 5.º \| Adrien Petit \| Direct Énergie \| + 0 s \| \| \| 6.º \| Coen Vermeltfoort \| Roompot-Nederlandse Loterij \| + 0 s \| \| \| 7.º \| Roy Jans \| WB-Veranclassic-Aqua Protect \| + 0 s \| \| \| 8.º \| Romain Cardis \| Direct Énergie \| + 0 s \| \| \| 9.º \| Marco Benfatto \| Androni-Sidermec-Bottecchia \| + 0 s \| \| \| 10.º \| Rudy Barbier \| AG2R La Mondiale \| + 0 s \| \| |                   |                              |                 |
| |                   |                              |                 |
| Fuente: ProCyclingStats |                   |                              |                 |
| Clasificación de la etapa |                   |                              |                 |
| Ciclista | Ciclista          | Equipo                       | Tiempo          |
| 1.º | Jens Debusschere  | Lotto-Soudal                 | 4 h 34 min 40 s |
| 2.º | Marc Sarreau      | FDJ                          | + 0 s           |
| 3.º | Clément Venturini | Cofidis, Solutions Crédits   | + 0 s           |
| 4.º | Danilo Napolitano | Wanty-Groupe Gobert          | + 0 s           |
| 5.º | Adrien Petit      | Direct Énergie               | + 0 s           |
| 6.º | Coen Vermeltfoort | Roompot-Nederlandse Loterij  | + 0 s           |
| 7.º | Roy Jans          | WB-Veranclassic-Aqua Protect | + 0 s           |
| 8.º | Romain Cardis     | Direct Énergie               | + 0 s           |
| 9.º | Marco Benfatto    | Androni-Sidermec-Bottecchia  | + 0 s           |
| 10.º | Rudy Barbier      | AG2R La Mondiale             | + 0 s           |

| \| Clasificación general \| Clasificación general \| Clasificación general \| Clasificación general \| Clasificación general \| \| Ciclista \| Ciclista \| Equipo \| Tiempo \| \| \| --------------------- \| --------------------- \| ---------------------------- \| --------------------- \| --------------------- \| \| 1.º \| Jens Debusschere \| Lotto-Soudal \| 4 h 34 min 30 s \| \| \| 2.º \| Marc Sarreau \| FDJ \| + 4 s \| \| \| 3.º \| Clément Venturini \| Cofidis, Solutions Crédits \| + 6 s \| \| \| 4.º \| Danilo Napolitano \| Wanty-Groupe Gobert \| + 10 s \| \| \| 5.º \| Adrien Petit \| Direct Énergie \| + 10 s \| \| \| 6.º \| Coen Vermeltfoort \| Roompot-Nederlandse Loterij \| + 10 s \| \| \| 7.º \| Roy Jans \| WB-Veranclassic-Aqua Protect \| + 10 s \| \| \| 8.º \| Romain Cardis \| Direct Énergie \| + 10 s \| \| \| 9.º \| Marco Benfatto \| Androni-Sidermec-Bottecchia \| + 10 s \| \| \| 10.º \| Rudy Barbier \| AG2R La Mondiale \| + 10 s \| \| |                   |                              |                 |
| |                   |                              |                 |
| Fuente: ProCyclingStats |                   |                              |                 |
| Clasificación general |                   |                              |                 |
| Ciclista | Ciclista          | Equipo                       | Tiempo          |
| 1.º | Jens Debusschere  | Lotto-Soudal                 | 4 h 34 min 30 s |
| 2.º | Marc Sarreau      | FDJ                          | + 4 s           |
| 3.º | Clément Venturini | Cofidis, Solutions Crédits   | + 6 s           |
| 4.º | Danilo Napolitano | Wanty-Groupe Gobert          | + 10 s          |
| 5.º | Adrien Petit      | Direct Énergie               | + 10 s          |
| 6.º | Coen Vermeltfoort | Roompot-Nederlandse Loterij  | + 10 s          |
| 7.º | Roy Jans          | WB-Veranclassic-Aqua Protect | + 10 s          |
| 8.º | Romain Cardis     | Direct Énergie               | + 10 s          |
| 9.º | Marco Benfatto    | Androni-Sidermec-Bottecchia  | + 10 s          |
| 10.º | Rudy Barbier      | AG2R La Mondiale             | + 10 s          |

### 2.ª Etapa
| \| Clasificación de la etapa \| Clasificación de la etapa \| Clasificación de la etapa \| Clasificación de la etapa \| Clasificación de la etapa \| \| Ciclista \| Ciclista \| Equipo \| Tiempo \| \| \| ------------------------- \| ------------------------- \| --------------------------- \| ------------------------- \| ------------------------- \| \| 1.º \| Arnaud Démare \| FDJ \| 3 h 58 min 59 s \| \| \| 2.º \| Jens Debusschere \| Lotto-Soudal \| + 0 s \| \| \| 3.º \| Rudy Barbier \| AG2R La Mondiale \| + 0 s \| \| \| 4.º \| Danilo Napolitano \| Wanty-Groupe Gobert \| + 0 s \| \| \| 5.º \| Samuel Dumoulin \| AG2R La Mondiale \| + 0 s \| \| \| 6.º \| Yannis Yssaad \| Armée de terre \| + 0 s \| \| \| 7.º \| Taco van der Hoorn \| Roompot-Nederlandse Loterij \| + 0 s \| \| \| 8.º \| Oliver Naesen \| AG2R La Mondiale \| + 0 s \| \| \| 9.º \| Steven Tronet \| Armée de terre \| + 0 s \| \| \| 10.º \| Hugo Hofstetter \| Cofidis, Solutions Crédits \| + 0 s \| \| |                    |                             |                 |
| |                    |                             |                 |
| Fuente: ProCyclingStats |                    |                             |                 |
| Clasificación de la etapa |                    |                             |                 |
| Ciclista | Ciclista           | Equipo                      | Tiempo          |
| 1.º | Arnaud Démare      | FDJ                         | 3 h 58 min 59 s |
| 2.º | Jens Debusschere   | Lotto-Soudal                | + 0 s           |
| 3.º | Rudy Barbier       | AG2R La Mondiale            | + 0 s           |
| 4.º | Danilo Napolitano  | Wanty-Groupe Gobert         | + 0 s           |
| 5.º | Samuel Dumoulin    | AG2R La Mondiale            | + 0 s           |
| 6.º | Yannis Yssaad      | Armée de terre              | + 0 s           |
| 7.º | Taco van der Hoorn | Roompot-Nederlandse Loterij | + 0 s           |
| 8.º | Oliver Naesen      | AG2R La Mondiale            | + 0 s           |
| 9.º | Steven Tronet      | Armée de terre              | + 0 s           |
| 10.º | Hugo Hofstetter    | Cofidis, Solutions Crédits  | + 0 s           |

| \| Clasificación general \| Clasificación general \| Clasificación general \| Clasificación general \| Clasificación general \| \| Ciclista \| Ciclista \| Equipo \| Tiempo \| \| \| --------------------- \| --------------------- \| ---------------------------- \| --------------------- \| --------------------- \| \| 1.º \| Jens Debusschere \| Lotto-Soudal \| 8 h 33 min 23 s \| \| \| 2.º \| Marc Sarreau \| FDJ \| + 10 s \| \| \| 3.º \| Rudy Barbier \| AG2R La Mondiale \| + 12 s \| \| \| 4.º \| Clément Venturini \| Cofidis, Solutions Crédits \| + 12 s \| \| \| 5.º \| Danilo Napolitano \| Wanty-Groupe Gobert \| + 16 s \| \| \| 6.º \| Roy Jans \| WB-Veranclassic-Aqua Protect \| + 16 s \| \| \| 7.º \| Jérémy Lecroq \| Roubaix Lille Métropole \| + 16 s \| \| \| 8.º \| Oliver Naesen \| AG2R La Mondiale \| + 16 s \| \| \| 9.º \| Timothy Dupont \| Verandas Willems-Crelan \| + 16 s \| \| \| 10.º \| Samuel Dumoulin \| AG2R La Mondiale \| + 16 s \| \| |                   |                              |                 |
| |                   |                              |                 |
| Fuente: ProCyclingStats |                   |                              |                 |
| Clasificación general |                   |                              |                 |
| Ciclista | Ciclista          | Equipo                       | Tiempo          |
| 1.º | Jens Debusschere  | Lotto-Soudal                 | 8 h 33 min 23 s |
| 2.º | Marc Sarreau      | FDJ                          | + 10 s          |
| 3.º | Rudy Barbier      | AG2R La Mondiale             | + 12 s          |
| 4.º | Clément Venturini | Cofidis, Solutions Crédits   | + 12 s          |
| 5.º | Danilo Napolitano | Wanty-Groupe Gobert          | + 16 s          |
| 6.º | Roy Jans          | WB-Veranclassic-Aqua Protect | + 16 s          |
| 7.º | Jérémy Lecroq     | Roubaix Lille Métropole      | + 16 s          |
| 8.º | Oliver Naesen     | AG2R La Mondiale             | + 16 s          |
| 9.º | Timothy Dupont    | Verandas Willems-Crelan      | + 16 s          |
| 10.º | Samuel Dumoulin   | AG2R La Mondiale             | + 16 s          |

### 3.ª Etapa
| \| Clasificación de la etapa \| Clasificación de la etapa \| Clasificación de la etapa \| Clasificación de la etapa \| Clasificación de la etapa \| \| Ciclista \| Ciclista \| Equipo \| Tiempo \| \| \| ------------------------- \| ------------------------- \| ---------------------------- \| ------------------------- \| ------------------------- \| \| 1.º \| Benjamin Thomas \| Armée de terre \| 3 h 29 min 00 s \| \| \| 2.º \| Niccolò Bonifazio \| Bahrain-Merida \| + 0 s \| \| \| 3.º \| Arnaud Démare \| FDJ \| + 0 s \| \| \| 4.º \| Roy Jans \| WB-Veranclassic-Aqua Protect \| + 0 s \| \| \| 5.º \| Jérémy Lecroq \| Roubaix Lille Métropole \| + 0 s \| \| \| 6.º \| Rudy Barbier \| AG2R La Mondiale \| + 0 s \| \| \| 7.º \| Marco Canola \| Nippo-Vini Fantini \| + 0 s \| \| \| 8.º \| Bert Van Lerberghe \| Sport Vlaanderen-Baloise \| + 0 s \| \| \| 9.º \| Raymond Kreder \| Roompot-Nederlandse Loterij \| + 0 s \| \| \| 10.º \| Jonas Rickaert \| Sport Vlaanderen-Baloise \| + 0 s \| \| |                    |                              |                 |
| |                    |                              |                 |
| Fuente: ProCyclingStats |                    |                              |                 |
| Clasificación de la etapa |                    |                              |                 |
| Ciclista | Ciclista           | Equipo                       | Tiempo          |
| 1.º | Benjamin Thomas    | Armée de terre               | 3 h 29 min 00 s |
| 2.º | Niccolò Bonifazio  | Bahrain-Merida               | + 0 s           |
| 3.º | Arnaud Démare      | FDJ                          | + 0 s           |
| 4.º | Roy Jans           | WB-Veranclassic-Aqua Protect | + 0 s           |
| 5.º | Jérémy Lecroq      | Roubaix Lille Métropole      | + 0 s           |
| 6.º | Rudy Barbier       | AG2R La Mondiale             | + 0 s           |
| 7.º | Marco Canola       | Nippo-Vini Fantini           | + 0 s           |
| 8.º | Bert Van Lerberghe | Sport Vlaanderen-Baloise     | + 0 s           |
| 9.º | Raymond Kreder     | Roompot-Nederlandse Loterij  | + 0 s           |
| 10.º | Jonas Rickaert     | Sport Vlaanderen-Baloise     | + 0 s           |

| \| Clasificación general \| Clasificación general \| Clasificación general \| Clasificación general \| Clasificación general \| \| Ciclista \| Ciclista \| Equipo \| Tiempo \| \| \| --------------------- \| --------------------- \| ---------------------------- \| --------------------- \| --------------------- \| \| 1.º \| Jens Debusschere \| Lotto-Soudal \| 12 h 02 min 23 s \| \| \| 2.º \| Marc Sarreau \| FDJ \| + 10 s \| \| \| 3.º \| Rudy Barbier \| AG2R La Mondiale \| + 12 s \| \| \| 4.º \| Clément Venturini \| Cofidis, Solutions Crédits \| + 12 s \| \| \| 5.º \| Sylvain Chavanel \| Direct Énergie \| + 13 s \| \| \| 6.º \| Maxime Vantomme \| WB-Veranclassic-Aqua Protect \| + 14 s \| \| \| 7.º \| Samuel Dumoulin \| AG2R La Mondiale \| + 15 s \| \| \| 8.º \| Roy Jans \| WB-Veranclassic-Aqua Protect \| + 16 s \| \| \| 9.º \| Jérémy Lecroq \| Roubaix Lille Métropole \| + 16 s \| \| \| 10.º \| Oliver Naesen \| AG2R La Mondiale \| + 16 s \| \| |                   |                              |                  |
| |                   |                              |                  |
| Fuente: ProCyclingStats |                   |                              |                  |
| Clasificación general |                   |                              |                  |
| Ciclista | Ciclista          | Equipo                       | Tiempo           |
| 1.º | Jens Debusschere  | Lotto-Soudal                 | 12 h 02 min 23 s |
| 2.º | Marc Sarreau      | FDJ                          | + 10 s           |
| 3.º | Rudy Barbier      | AG2R La Mondiale             | + 12 s           |
| 4.º | Clément Venturini | Cofidis, Solutions Crédits   | + 12 s           |
| 5.º | Sylvain Chavanel  | Direct Énergie               | + 13 s           |
| 6.º | Maxime Vantomme   | WB-Veranclassic-Aqua Protect | + 14 s           |
| 7.º | Samuel Dumoulin   | AG2R La Mondiale             | + 15 s           |
| 8.º | Roy Jans          | WB-Veranclassic-Aqua Protect | + 16 s           |
| 9.º | Jérémy Lecroq     | Roubaix Lille Métropole      | + 16 s           |
| 10.º | Oliver Naesen     | AG2R La Mondiale             | + 16 s           |

### 4.ª Etapa
| \| Clasificación de la etapa \| Clasificación de la etapa \| Clasificación de la etapa \| Clasificación de la etapa \| Clasificación de la etapa \| \| Ciclista \| Ciclista \| Equipo \| Tiempo \| \| \| ------------------------- \| ------------------------- \| ---------------------------- \| ------------------------- \| ------------------------- \| \| 1.º \| Sylvain Chavanel \| Direct Énergie \| 4 h 27 min 17 s \| \| \| 2.º \| Samuel Dumoulin \| AG2R La Mondiale \| + 5 s \| \| \| 3.º \| Clément Venturini \| Cofidis, Solutions Crédits \| + 5 s \| \| \| 4.º \| Mauro Finetto \| Delko-Marseille Provence-KTM \| + 5 s \| \| \| 5.º \| Franck Bonnamour \| Fortuneo-Vital Concept \| + 5 s \| \| \| 6.º \| Sander Armée \| Lotto-Soudal \| + 5 s \| \| \| 7.º \| Ignatas Konovalovas \| FDJ \| + 5 s \| \| \| 8.º \| Florian Sénéchal \| Cofidis, Solutions Crédits \| + 5 s \| \| \| 9.º \| Delio Fernández \| Delko-Marseille Provence-KTM \| + 5 s \| \| \| 10.º \| Oliver Naesen \| AG2R La Mondiale \| + 8 s \| \| |                     |                              |                 |
| |                     |                              |                 |
| Fuente: ProCyclingStats |                     |                              |                 |
| Clasificación de la etapa |                     |                              |                 |
| Ciclista | Ciclista            | Equipo                       | Tiempo          |
| 1.º | Sylvain Chavanel    | Direct Énergie               | 4 h 27 min 17 s |
| 2.º | Samuel Dumoulin     | AG2R La Mondiale             | + 5 s           |
| 3.º | Clément Venturini   | Cofidis, Solutions Crédits   | + 5 s           |
| 4.º | Mauro Finetto       | Delko-Marseille Provence-KTM | + 5 s           |
| 5.º | Franck Bonnamour    | Fortuneo-Vital Concept       | + 5 s           |
| 6.º | Sander Armée        | Lotto-Soudal                 | + 5 s           |
| 7.º | Ignatas Konovalovas | FDJ                          | + 5 s           |
| 8.º | Florian Sénéchal    | Cofidis, Solutions Crédits   | + 5 s           |
| 9.º | Delio Fernández     | Delko-Marseille Provence-KTM | + 5 s           |
| 10.º | Oliver Naesen       | AG2R La Mondiale             | + 8 s           |

| \| Clasificación general \| Clasificación general \| Clasificación general \| Clasificación general \| Clasificación general \| \| Ciclista \| Ciclista \| Equipo \| Tiempo \| \| \| --------------------- \| --------------------- \| ---------------------------- \| --------------------- \| --------------------- \| \| 1.º \| Sylvain Chavanel \| Direct Énergie \| 16 h 29 min 43 s \| \| \| 2.º \| Clément Venturini \| Cofidis, Solutions Crédits \| + 10 s \| \| \| 3.º \| Samuel Dumoulin \| AG2R La Mondiale \| + 11 s \| \| \| 4.º \| Florian Sénéchal \| Cofidis, Solutions Crédits \| + 18 s \| \| \| 5.º \| Sander Armée \| Lotto-Soudal \| + 18 s \| \| \| 6.º \| Oliver Naesen \| AG2R La Mondiale \| + 21 s \| \| \| 7.º \| Maxime Vantomme \| WB-Veranclassic-Aqua Protect \| + 32 s \| \| \| 8.º \| Jérémy Lecroq \| Roubaix Lille Métropole \| + 34 s \| \| \| 9.º \| Marco Canola \| Nippo-Vini Fantini \| + 34 s \| \| \| 10.º \| Adrien Petit \| Direct Énergie \| + 34 s \| \| |                   |                              |                  |
| |                   |                              |                  |
| Fuente: ProCyclingStats |                   |                              |                  |
| Clasificación general |                   |                              |                  |
| Ciclista | Ciclista          | Equipo                       | Tiempo           |
| 1.º | Sylvain Chavanel  | Direct Énergie               | 16 h 29 min 43 s |
| 2.º | Clément Venturini | Cofidis, Solutions Crédits   | + 10 s           |
| 3.º | Samuel Dumoulin   | AG2R La Mondiale             | + 11 s           |
| 4.º | Florian Sénéchal  | Cofidis, Solutions Crédits   | + 18 s           |
| 5.º | Sander Armée      | Lotto-Soudal                 | + 18 s           |
| 6.º | Oliver Naesen     | AG2R La Mondiale             | + 21 s           |
| 7.º | Maxime Vantomme   | WB-Veranclassic-Aqua Protect | + 32 s           |
| 8.º | Jérémy Lecroq     | Roubaix Lille Métropole      | + 34 s           |
| 9.º | Marco Canola      | Nippo-Vini Fantini           | + 34 s           |
| 10.º | Adrien Petit      | Direct Énergie               | + 34 s           |

### 5.ª Etapa
| \| Clasificación de la etapa \| Clasificación de la etapa \| Clasificación de la etapa \| Clasificación de la etapa \| Clasificación de la etapa \| \| Ciclista \| Ciclista \| Equipo \| Tiempo \| \| \| ------------------------- \| ------------------------- \| ---------------------------- \| ------------------------- \| ------------------------- \| \| 1.º \| Ignatas Konovalovas \| FDJ \| 4 h 52 min 26 s \| \| \| 2.º \| Sander Armée \| Lotto-Soudal \| + 3 s \| \| \| 3.º \| Oliver Naesen \| AG2R La Mondiale \| + 3 s \| \| \| 4.º \| Clément Venturini \| Cofidis, Solutions Crédits \| + 3 s \| \| \| 5.º \| Mauro Finetto \| Delko-Marseille Provence-KTM \| + 11 s \| \| \| 6.º \| Pim Ligthart \| Roompot-Nederlandse Loterij \| + 32 s \| \| \| 7.º \| Sylvain Chavanel \| Direct Énergie \| + 44 s \| \| \| 8.º \| Christophe Riblon \| AG2R La Mondiale \| + 44 s \| \| \| 9.º \| Flavien Dassonville \| HP BTP-Auber 93 \| + 49 s \| \| \| 10.º \| Laurent Pichon \| Fortuneo-Vital Concept \| + 55 s \| \| |                     |                              |                 |
| |                     |                              |                 |
| Fuente: ProCyclingStats |                     |                              |                 |
| Clasificación de la etapa |                     |                              |                 |
| Ciclista | Ciclista            | Equipo                       | Tiempo          |
| 1.º | Ignatas Konovalovas | FDJ                          | 4 h 52 min 26 s |
| 2.º | Sander Armée        | Lotto-Soudal                 | + 3 s           |
| 3.º | Oliver Naesen       | AG2R La Mondiale             | + 3 s           |
| 4.º | Clément Venturini   | Cofidis, Solutions Crédits   | + 3 s           |
| 5.º | Mauro Finetto       | Delko-Marseille Provence-KTM | + 11 s          |
| 6.º | Pim Ligthart        | Roompot-Nederlandse Loterij  | + 32 s          |
| 7.º | Sylvain Chavanel    | Direct Énergie               | + 44 s          |
| 8.º | Christophe Riblon   | AG2R La Mondiale             | + 44 s          |
| 9.º | Flavien Dassonville | HP BTP-Auber 93              | + 49 s          |
| 10.º | Laurent Pichon      | Fortuneo-Vital Concept       | + 55 s          |

| \| Clasificación general \| Clasificación general \| Clasificación general \| Clasificación general \| Clasificación general \| \| Ciclista \| Ciclista \| Equipo \| Tiempo \| \| \| --------------------- \| --------------------- \| ---------------------------- \| --------------------- \| --------------------- \| \| 1.º \| Clément Venturini \| Cofidis, Solutions Crédits \| 21 h 22 min 22 s \| \| \| 2.º \| Sander Armée \| Lotto-Soudal \| + 2 s \| \| \| 3.º \| Oliver Naesen \| AG2R La Mondiale \| + 7 s \| \| \| 4.º \| Ignatas Konovalovas \| FDJ \| + 21 s \| \| \| 5.º \| Sylvain Chavanel \| Direct Énergie \| + 31 s \| \| \| 6.º \| Mauro Finetto \| Delko-Marseille Provence-KTM \| + 42 s \| \| \| 7.º \| Florian Sénéchal \| Cofidis, Solutions Crédits \| + 1 min 19 s \| \| \| 8.º \| Iuri Filosi \| Nippo-Vini Fantini \| + 1 min 29 s \| \| \| 9.º \| Pim Ligthart \| Roompot-Nederlandse Loterij \| + 1 min 29 s \| \| \| 10.º \| Laurent Pichon \| Fortuneo-Vital Concept \| + 1 min 42 s \| \| |                     |                              |                  |
| |                     |                              |                  |
| Fuente: ProCyclingStats |                     |                              |                  |
| Clasificación general |                     |                              |                  |
| Ciclista | Ciclista            | Equipo                       | Tiempo           |
| 1.º | Clément Venturini   | Cofidis, Solutions Crédits   | 21 h 22 min 22 s |
| 2.º | Sander Armée        | Lotto-Soudal                 | + 2 s            |
| 3.º | Oliver Naesen       | AG2R La Mondiale             | + 7 s            |
| 4.º | Ignatas Konovalovas | FDJ                          | + 21 s           |
| 5.º | Sylvain Chavanel    | Direct Énergie               | + 31 s           |
| 6.º | Mauro Finetto       | Delko-Marseille Provence-KTM | + 42 s           |
| 7.º | Florian Sénéchal    | Cofidis, Solutions Crédits   | + 1 min 19 s     |
| 8.º | Iuri Filosi         | Nippo-Vini Fantini           | + 1 min 29 s     |
| 9.º | Pim Ligthart        | Roompot-Nederlandse Loterij  | + 1 min 29 s     |
| 10.º | Laurent Pichon      | Fortuneo-Vital Concept       | + 1 min 42 s     |

### 6.ª Etapa
| \| Clasificación de la etapa \| Clasificación de la etapa \| Clasificación de la etapa \| Clasificación de la etapa \| Clasificación de la etapa \| \| Ciclista \| Ciclista \| Equipo \| Tiempo \| \| \| ------------------------- \| ------------------------- \| ---------------------------- \| ------------------------- \| ------------------------- \| \| 1.º \| Adrien Petit \| Direct Énergie \| 3 h 34 min 14 s \| \| \| 2.º \| Berden de Vries \| Roompot-Nederlandse Loterij \| + 15 s \| \| \| 3.º \| Julien Duval \| AG2R La Mondiale \| + 18 s \| \| \| 4.º \| Niccolò Bonifazio \| Bahrain-Merida \| + 37 s \| \| \| 5.º \| Kenny Dehaes \| Wanty-Groupe Gobert \| + 37 s \| \| \| 6.º \| Coen Vermeltfoort \| Roompot-Nederlandse Loterij \| + 37 s \| \| \| 7.º \| Raymond Kreder \| Roompot-Nederlandse Loterij \| + 37 s \| \| \| 8.º \| Emiel Vermeulen \| Roubaix Lille Métropole \| + 37 s \| \| \| 9.º \| Kevyn Ista \| WB-Veranclassic-Aqua Protect \| + 37 s \| \| \| 10.º \| Bert Van Lerberghe \| Sport Vlaanderen-Baloise \| + 37 s \| \| |                    |                              |                 |
| |                    |                              |                 |
| Fuente: ProCyclingStats |                    |                              |                 |
| Clasificación de la etapa |                    |                              |                 |
| Ciclista | Ciclista           | Equipo                       | Tiempo          |
| 1.º | Adrien Petit       | Direct Énergie               | 3 h 34 min 14 s |
| 2.º | Berden de Vries    | Roompot-Nederlandse Loterij  | + 15 s          |
| 3.º | Julien Duval       | AG2R La Mondiale             | + 18 s          |
| 4.º | Niccolò Bonifazio  | Bahrain-Merida               | + 37 s          |
| 5.º | Kenny Dehaes       | Wanty-Groupe Gobert          | + 37 s          |
| 6.º | Coen Vermeltfoort  | Roompot-Nederlandse Loterij  | + 37 s          |
| 7.º | Raymond Kreder     | Roompot-Nederlandse Loterij  | + 37 s          |
| 8.º | Emiel Vermeulen    | Roubaix Lille Métropole      | + 37 s          |
| 9.º | Kevyn Ista         | WB-Veranclassic-Aqua Protect | + 37 s          |
| 10.º | Bert Van Lerberghe | Sport Vlaanderen-Baloise     | + 37 s          |

## Clasificaciones finales
- Las clasificaciones finalizaron de la siguiente forma:[5]

### Clasificación general
| \| Clasificación general \| Clasificación general \| Clasificación general \| Clasificación general \| Clasificación general \| \| Ciclista \| Ciclista \| Equipo \| Tiempo \| \| \| --------------------- \| --------------------- \| ---------------------------- \| --------------------- \| --------------------- \| \| 1.º \| Clément Venturini \| Cofidis, Solutions Crédits \| 24 h 57 min 13 s \| \| \| 2.º \| Sander Armée \| Lotto-Soudal \| + 2 s \| \| \| 3.º \| Oliver Naesen \| AG2R La Mondiale \| + 7 s \| \| \| 4.º \| Ignatas Konovalovas \| FDJ \| + 21 s \| \| \| 5.º \| Sylvain Chavanel \| Direct Énergie \| + 31 s \| \| \| 6.º \| Mauro Finetto \| Delko-Marseille Provence-KTM \| + 42 s \| \| \| 7.º \| Florian Sénéchal \| Cofidis, Solutions Crédits \| + 1 min 19 s \| \| \| 8.º \| Iuri Filosi \| Nippo-Vini Fantini \| + 1 min 26 s \| \| \| 9.º \| Pim Ligthart \| Roompot-Nederlandse Loterij \| + 1 min 29 s \| \| \| 10.º \| Laurent Pichon \| Fortuneo-Vital Concept \| + 1 min 42 s \| \| |                     |                              |                  |
| |                     |                              |                  |
| Fuente: ProCyclingStats |                     |                              |                  |
| Clasificación general |                     |                              |                  |
| Ciclista | Ciclista            | Equipo                       | Tiempo           |
| 1.º | Clément Venturini   | Cofidis, Solutions Crédits   | 24 h 57 min 13 s |
| 2.º | Sander Armée        | Lotto-Soudal                 | + 2 s            |
| 3.º | Oliver Naesen       | AG2R La Mondiale             | + 7 s            |
| 4.º | Ignatas Konovalovas | FDJ                          | + 21 s           |
| 5.º | Sylvain Chavanel    | Direct Énergie               | + 31 s           |
| 6.º | Mauro Finetto       | Delko-Marseille Provence-KTM | + 42 s           |
| 7.º | Florian Sénéchal    | Cofidis, Solutions Crédits   | + 1 min 19 s     |
| 8.º | Iuri Filosi         | Nippo-Vini Fantini           | + 1 min 26 s     |
| 9.º | Pim Ligthart        | Roompot-Nederlandse Loterij  | + 1 min 29 s     |
| 10.º | Laurent Pichon      | Fortuneo-Vital Concept       | + 1 min 42 s     |

## Evolución de las clasificaciones
| Etapa (Vencedor)                | Clasificación general | Clasificación por puntos | Clasificación de la montaña | Clasificación de los jóvenes | Clasificación por equipos    |
| ------------------------------- | --------------------- | ------------------------ | --------------------------- | ---------------------------- | ---------------------------- |
| 1.ª etapa (Jens Debusschere)    | Jens Debusschere      | Jens Debusschere         | Jérémy Cabot                | Marc Sarreau                 | Cofidis, Solutions Crédits   |
| 2.ª etapa (Arnaud Démare)       | Jens Debusschere      | Jens Debusschere         | Tim Ariesen                 | Marc Sarreau                 | Ag2r La Mondiale             |
| 3.ª etapa (Benjamin Thomas)     | Jens Debusschere      | Jens Debusschere         | Andrea Vendrame             | Marc Sarreau                 | WB Veranclassic Aqua Protect |
| 4.ª etapa (Sylvain Chavanel)    | Sylvain Chavanel      | Jens Debusschere         | Andrea Vendrame             | Clément Venturini            | Cofidis, Solutions Crédits   |
| 5.ª etapa (Ignatas Konovalovas) | Clément Venturini     | Clément Venturini        | Andrea Vendrame             | Clément Venturini            | Cofidis, Solutions Crédits   |
| 6.ª etapa (Adrien Petit)        | Clément Venturini     | Clément Venturini        | Andrea Vendrame             | Clément Venturini            | Ag2r La Mondiale             |
| Clasificación final             | Clément Venturini     | Clément Venturini        | Andrea Vendrame             | Clément Venturini            | Ag2r La Mondiale             |

## UCI World Ranking
Los Cuatro Días de Dunkerque otorga puntos para el UCI Europe Tour 2017 y el UCI World Ranking, este último para corredores de los equipos en las categorías UCI ProTeam, Profesional Continental y Equipos Continentales. Las siguientes tablas son el baremo de puntuación y los corredores que obtuvieron puntos:
| Posición              | 1.ª | 2.ª | 3.ª | 4.ª | 5.ª | 6.ª | 7.ª | 8.ª | 9.ª | 10.ª |
| Clasificación general | 200 | 150 | 125 | 100 | 85  | 70  | 60  | 50  | 40  | 35   |
| Por etapa             | 20  | 10  | 5   |     |     |     |     |     |     |      |
| Líder                 | 5   |     |     |     |     |     |     |     |     |      |

| Clasificación | Clasificación       | Clasificación                | Clasificación | Clasificación | Clasificación | Clasificación |
| Posición      | Ciclista            | Equipo                       | General       | Etapa         | Líder         | Total         |
| ------------- | ------------------- | ---------------------------- | ------------- | ------------- | ------------- | ------------- |
| 1.º           | Clément Venturini   | Cofidis, Solutions Crédits   | 200           | 10            | 5             | 215           |
| 2.º           | Sander Armée        | Lotto Soudal                 | 150           | 10            | -             | 160           |
| 3.º           | Oliver Naesen       | Ag2r La Mondiale             | 125           | 5             | -             | 130           |
| 4.º           | Ignatas Konovalovas | FDJ                          | 100           | 20            | -             | 120           |
| 5.º           | Sylvain Chavanel    | Direct Énergie               | 85            | 20            | 5             | 110           |
| 6.º           | Mauro Finetto       | Delko Marseille Provence KTM | 70            | -             | -             | 70            |
| 7.º           | Florian Sénéchal    | Cofidis, Solutions Crédits   | 60            | -             | -             | 60            |
| 8.º           | Iuri Filosi         | Nippo-Vini Fantini           | 50            | -             | -             | 50            |
| 9.º           | Adrien Petit        | Direct Énergie               | 25            | 20            | -             | 45            |
| 10.º          | Jens Debusschere    | Lotto Soudal                 | -             | 30            | 15            | 45            |